# Гасселтернейвен
Гасселтернейвен (нід. Gasselternijveen) — село в нідерландській провінції Дренте. Входить до муніципалітету А-ен-Гюнзе.
Його площа становить 5,61 км², а населення станом на 2021 рік складало 1 785 осіб.
Перша згадка про населений пункт датується 1739 роком.

## Галерея

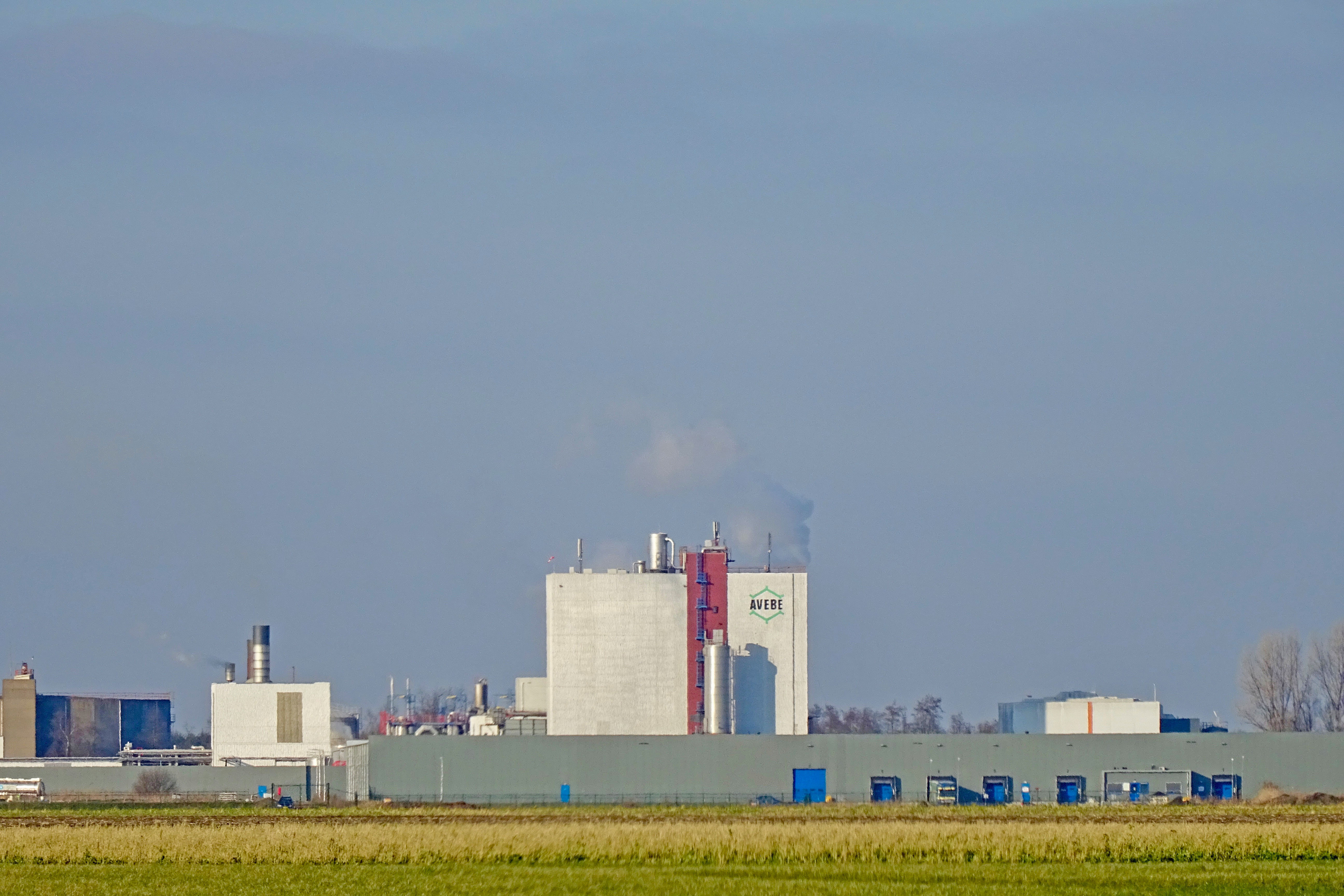
Фабрика з виробництва крохмалю
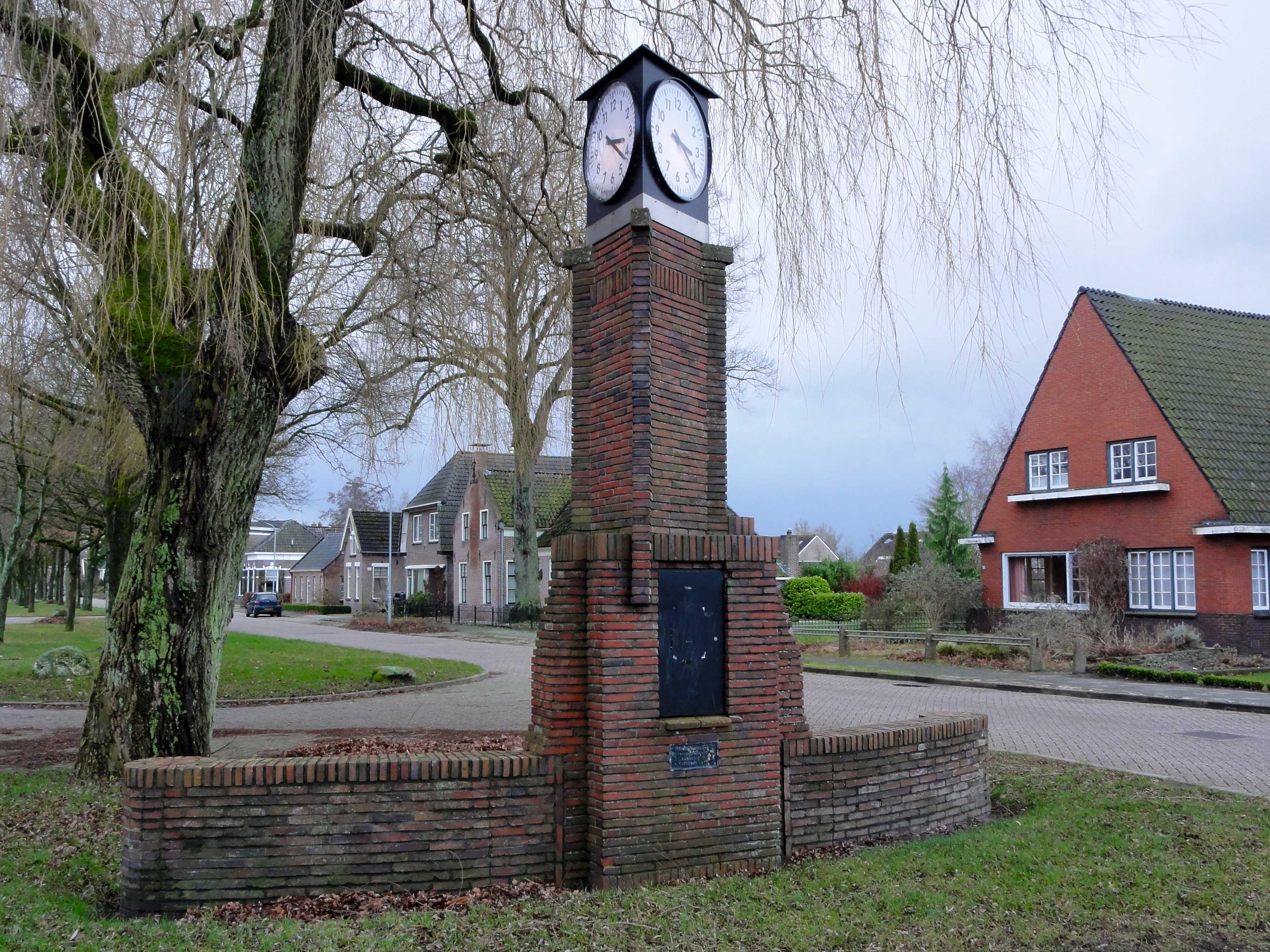
Годинник у селі
Вітряк De Juffer
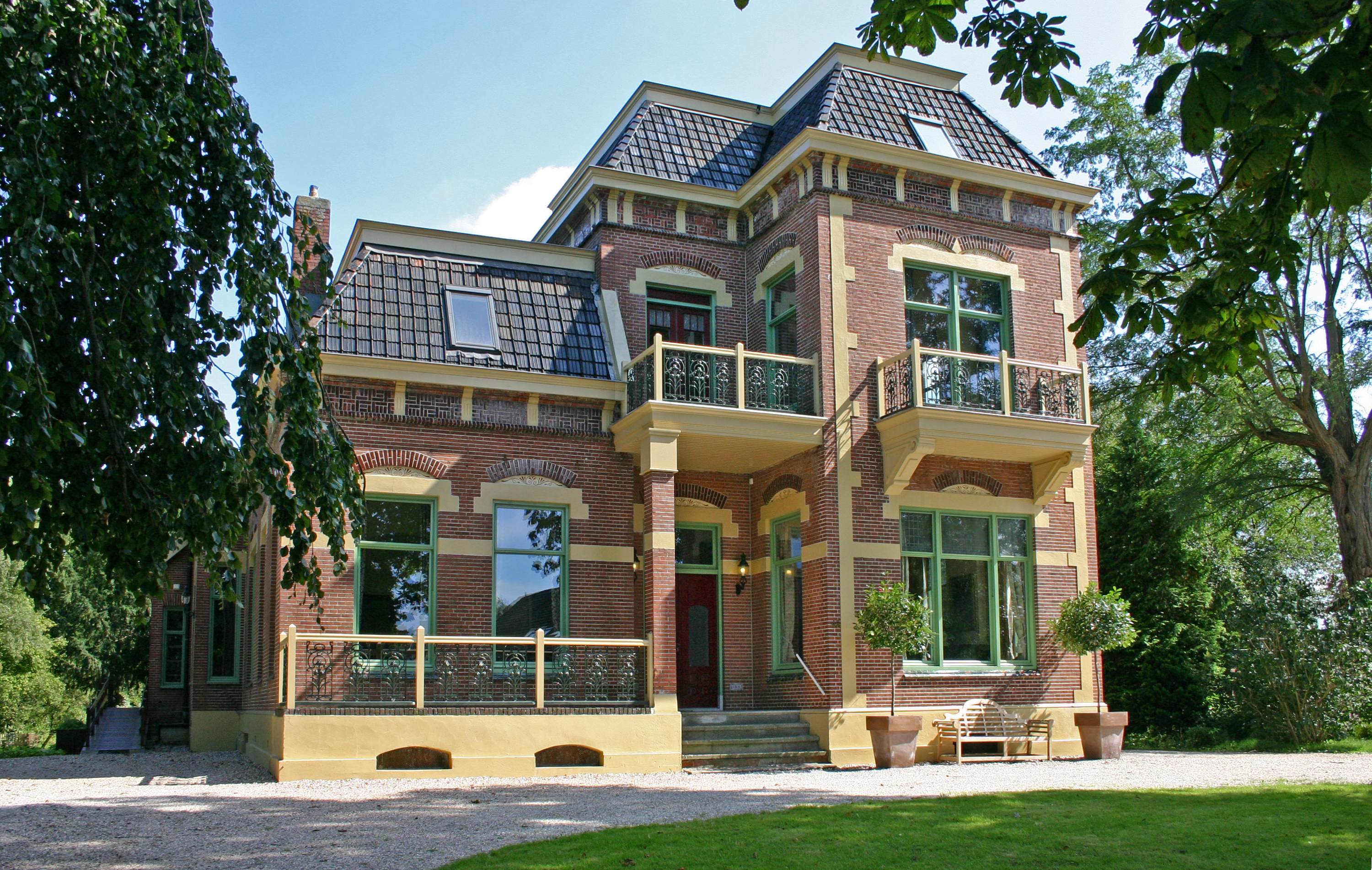
Вілла Tergast